# Уханьский институт вирусологии
Уханьский институт вирусологии (англ. Wuhan Institute of Virology, WIV; кит. трад. 中国科学院武汉病毒研究所, пиньинь Zhōngguó Kēxuéyuàn Wǔhàn Bìngdú Yánjiūsuǒ) — исследовательский институт вирусологии под управлением Китайской академии наук (КАН). Расположен в районе Цзянся, Ухань, провинция Хубэй, здесь в 2015 году открыта первая в континентальном Китае лаборатория с уровнем биобезопасности 4 (BSL-4).

## История
Институт был основан в 1956 году как Уханьская лаборатория микробиологии Академии наук Китая. В 1961 году он стал Южно-Китайским институтом микробиологии, а в 1962 году был переименован в Уханьский институт микробиологии. В 1970 году он стал Институтом микробиологии провинции Хубэй, когда управление науки и технологий возглавила Хубэйская комиссия по науке и технике. В июне 1978 года он был возвращен в Китайскую академию наук и переименован в Уханьский институт вирусологии.
В 2015 году в сотрудничестве с французскими инженерами из Лиона в институте была доделана Национальная лаборатория биобезопасности стоимостью 300 млн юаней (44 млн долл. США) и стала первой лабораторией уровня биобезопасности 4 (BSL-4), построенной в материковом Китае. Лаборатории потребовалось более десяти лет, чтобы завершить её концепцию в 2003 году, и такие учёные, как американский молекулярный биолог Ричард Эбрайт, выразили обеспокоенность по поводу предыдущих утечек вируса SARS в китайских лабораториях в Пекине, а также темпов и масштабов планов Китая по расширению BSL-4 лабораторий. Лаборатория поддерживает прочные связи с Национальной лабораторией Галвестона в Техасском университете. В 2020 году Эбрайт назвал Институт «исследовательским учреждением мирового уровня, которое проводит исследования мирового класса в области вирусологии и иммунологии».

## Исследование коронавируса
В 2005 году группа, включающая исследователей из Уханьского института вирусологии, опубликовала исследование о происхождении коронавируса SARS, обнаружив, что подковоносые летучие мыши в Китае являются естественными резервуарами коронавирусов, похожих на SARS. Продолжая эту работу в течение нескольких лет, исследователи из института взяли пробы у тысяч подковоносых летучих мышей в разных точках Китая, выделив более 300 последовательностей коронавируса летучих мышей. В 2015 году Институт опубликовал успешное исследование о том, можно ли с помощью коронавируса летучей мыши заразить HeLa. Команда из института разработала гибридный вирус, сочетающий коронавирус летучей мыши с вирусом атипичной пневмонии, который был адаптирован для выращивания на мышах и имитации человеческого заболевания. Гибридный вирус смог заразить клетки человека.

### Пандемия COVID-19 2019—2020 года
Вопросы по безопасности
В январе 2018 года посольство США в Пекине направляло своих сотрудников, дипломатов, в Уханьский институт вирусологии на экскурсию. По результатам экскурсии в Вашингтон было направлено две дипломатических депеши о проблемах с безопасностью в институте. Одна из этих депеш попала в руки газете Вашингтон пост. На этом основывается версия в виновности Китая в распространении пандемии до 16 апреля 2020. В тот день Fox News описала заражение естественной формой коронавируса одного из лаборантов.
12 сентября 2019 года онлайн-общедоступная база данных образцов и последовательностей вирусов Уханьского института вирусологии была отключена среди ночи с 2:00 до 3:00 по местному времени. База данных содержала более 22 000 записей, состоящих из данных об образцах и патогенах, собранных у летучих мышей и мышей. База данных содержала ключевую информацию о каждом образце, включая тип животного, у которого он был собран, где он был собран, был ли вирус успешно изолирован, тип собранного вируса и его сходство с другими известными вирусами.
Пандемия COVID-19
В декабре 2019 года органы здравоохранения Уханя сообщили о случаях пневмонии, связанной с неизвестным коронавирусом. Институт проверил свою коллекцию коронавирусов и обнаружил, что новый вирус на 96 процентов идентичен образцу, взятому его исследователями из подковоносых летучих мышей на юго-западе Китая.
Поскольку вирус распространился по всему миру, институт продолжил свои исследования. В феврале 2020 года газета New York Times (владелец Сульцбергер) сообщила, что команда во главе с Ши Чжэнли в институте была первой, кто идентифицировал, проанализировал и назвал генетическую последовательность нового коронавируса (2019-nCoV) и загрузил её в общедоступные базы данных для учёных из разных стран мира для информирования и опубликовал статьи в Nature. В феврале 2020 г. институт подал заявку на патент в Китае на использование ремдесивира, экспериментального препарата, принадлежащего Gilead Sciences, который, по мнению Института, подавлял вирус in vitro, что также вызвало обеспокоенность в отношении международной интеллектуальной правовой собственности. В заявлении институт объявил, что не будет осуществлять свои новые патентные права в Китае, «если соответствующие иностранные компании намерены внести свой вклад в предотвращение и контроль эпидемии в Китае».
Обвинения в пандемии
Есть сведения, что институт является источником пандемии коронавируса в 2019-20 годах в результате исследований биологического оружия. Некоторые американские эксперты отвергли эту концепцию: по их мнению, институт не подходит для исследований биологического оружия, большинство стран отказались от биологического оружия, и нет никаких доказательств того, что вирус был генетически модифицирован. В феврале 2020 года эксперт по вирусам Тревор Бедфорд отметил: «У нас есть доказательства того, что мутации [в вирусе] полностью соответствуют естественной эволюции». С другой стороны, ещё до начала пандемии некоторые вирусологи сомневались, оправдывали ли предыдущие эксперименты по созданию новых коронавирусов в лаборатории потенциальный риск случайного высвобождения.
В течение января и февраля 2020 года институт обвиняли в том, что он был источником вспышки вследствие случайной утечки, которую он публично отверг. Члены исследовательских групп института также становились объектами различных теорий в том числе Ши, которая сделала различные публичные заявления в защиту института. В то время как Эбрайт опроверг несколько теорий относительно WIV, он сказал BBC China, что это не означает, что «полностью исключено» попадание вируса в популяцию в результате лабораторной аварии. США начали расследование в этом направлении совместно с расследованием связей ВОЗ с КНР, один ученый США, работающий с институтом, был арестован.
26 мая 2021 года президент США Джо Байден отдал распоряжение спецслужбам провести расследование версии об утечке вируса Covid-19 из лаборатории института в Ухани.

## Исследовательские центры
В состав Института входят следующие исследовательские центры:
- Центр возникающих инфекционных заболеваний
- Китайский центр вирусных ресурсов и биоинформатики
- Центр прикладной и экологической микробиологии
- Кафедра аналитической биохимии и биотехнологии
- Отдел молекулярной вирусологии

### Комментарии
1. ↑  По данным американской разведки, три сотрудника института с симптомами коронавируса поступили в больницы Уханя в ноябре 2019 года, то есть за несколько недель до того как Китай признал наличие нового вида пневмонии среди населения Уханя[10].

### Сноски
1. ↑  History. Wuhan Institute of Virology, CAS. Дата обращения: 26 января 2020. Архивировано 29 июля 2019 года.
2. 1 2  David Cyranoski. Inside the Chinese lab poised to study world's most dangerous pathogens (англ.) // Nature : journal. — 2017. — 22 February (vol. 592, no. 7642). — P. 399—400. — doi:10.1038/nature.2017.21487. — Bibcode: 2017Natur.542..399C. — PMID 28230144.
3. ↑  China Inaugurates the First Biocontainment Level 4 Laboratory in Wuhan. Wuhan Institute of Virology, Chinese Academy of Sciences (3 февраля 2015). Дата обращения: 9 апреля 2016. Архивировано 3 марта 2016 года.
4. 1 2 3  Experts debunk fringe theory linking China's coronavirus to weapons research : [арх. 31 января 2020] // Washington Post : газ. — 2020. — 3 февраля.
5. ↑  Li, Wendong; Shi, Zhengli; Yu, Meng; Ren, Wuze; Smith, Craig; Epstein, Jonathan H; Wang, Hanzhong; Crameri, Gary; Hu, Zhihong; Zhang, Huajun; Zhang, Jianhong; McEachern, Jennifer; Field, Hume; Daszak, Peter; Eaton, Bryan T; Zhang, Shuyi; Wang, Lin-Fa. Bats Are Natural Reservoirs of SARS-Like Coronaviruses (англ.) // Science : journal. — 2005. — 28 October (vol. 310, no. 5748). — P. 676—679. — doi:10.1126/science.1118391. — PMID 16195424.
6. ↑  David Cyranoski (1 октября 2017). Bat cave solves mystery of deadly SARS virus — and suggests new outbreak could occur. nature.com. Архивировано 17 января 2020. Дата обращения: 26 января 2020.
7. ↑  Menachery, V., Yount, B., Debbink, K. et al. A SARS-like cluster of circulating bat coronaviruses shows potential for human emergence. Nat Med 21, 1508—1513 (2015). https://doi.org/10.1038/nm.3985 Архивная копия от 1 апреля 2020 на Wayback Machine
8. ↑  Butler, Declan. Engineered bat virus stirs debate over risky research: Lab-made coronavirus related to SARS can infect human cells. Nature (12 ноября 2015). Дата обращения: 30 марта 2020. Архивировано 14 марта 2020 года.
9. 1 2  Дипломаты из США предупреждали о проблемах с безопасностью в лаборатории в Ухане Архивная копия от 25 апреля 2020 на Wayback Machine 14 апреля 2020
10. 1 2  Covid: Biden orders intelligence report on virus origin. Дата обращения: 27 мая 2021. Архивировано 16 июля 2021 года.
11. 1 2  Bret Baier. Sources believe coronavirus originated in Wuhan lab as part of China's efforts to compete with US (англ.). Fox News (15 апреля 2020). Дата обращения: 16 апреля 2020. Архивировано 19 апреля 2020 года.
12. ↑  Status breakdown of the database of characteristic wild animals carrying virus pathogens (September 2019) (кит.). Scientific Database
Service Monitoring & Statistics System. Архивировано из оригинала 11 мая 2020 года.
13. ↑  Qiu, Jane. How China's "Bat Woman" Hunted Down Viruses from SARS to the New Coronavirus (англ.) // Scientific American : magazine. — Springer Nature, 2020. — 11 March. Архивировано 18 марта 2020 года.
14. ↑  Steven Lee Myers, Chris Buckley. As New Coronavirus Spread, China's Old Habits Delayed Fight : [арх. 23 мая 2020] // The New York Times : газ. — 2020. — 1 февраля.
15. ↑  Jon Cohen. Mining coronavirus genomes for clues to the outbreak's origins (англ.) // Science : magazine. — 2020. — 1 February. Архивировано 3 февраля 2020 года.
16. ↑  Ши Чжэнли; Team of 29 researchers at the WIV. A pneumonia outbreak associated with a new coronavirus of probable bat origin (англ.) // Nature : journal. — 2020. — 3 February (vol. 579, no. 7798). — P. 270—273. — doi:10.1038/s41586-020-2012-7. — PMID 32015507.
17. ↑  Ши Чжэнли; Team of 10 researchers at the WIV. Remdesivir and chloroquine effectively inhibit the recently emerged novel coronavirus (2019-nCoV) in vitro (англ.) // Nature : journal. — 2020. — 4 February (vol. 30, no. 3). — P. 269—271. — doi:10.1038/s41422-020-0282-0. — PMID 32020029. — PMC 7054408.
18. ↑  China Wants to Patent Gilead's Experimental Coronavirus Drug. Bloomberg News. Дата обращения: 5 февраля 2020. Архивировано 6 февраля 2020 года.
19. ↑  China Begins Testing an Antiviral Drug in Coronavirus Patients : [арх. 8 февраля 2020] // New York Times : газ. — 2020. — 6 февраля.
20. 1 2  Bat soup, dodgy cures and 'diseasology': the spread of coronavirus misinformation : [арх. 2 февраля 2020] // The Guardian : газ. — 2020. — 31 января.
21. ↑  Coronavirus was not genetically engineered in a Wuhan lab, says expert : [арх. 14 февраля 2020] // Financial Times : газ. — 2020. — 14 февраля.
22. ↑  Butler, Declan. Engineered bat virus stirs debate over risky research (англ.) // Nature : journal. — doi:10.1038/nature.2015.18787. Архивировано 29 марта 2020 года.
23. 1 2  [TRANSLATED Wuhan Pneumonia: "Wuhan Virus Research Institute" in the eyes of the outbreak and fake news storm] : [арх. 16 февраля 2020] // BBC News China : электр. изд.. — 2020. — 5 февраля.
24. ↑  Wuhan Virology Lab Deputy Director Again Slams Coronavirus Conspiracies : [арх. 19 февраля 2020] // Caixin : электр. изд.. — 2020. — 7 февраля.
25. ↑  Broderick, Ryan (31 января 2020). A Pro-Trump Blog Doxed A Chinese Scientist It Falsely Accused Of Creating The Coronavirus As A Bioweapon. Buzzfeed. Архивировано 10 февраля 2020. Дата обращения: 31 января 2020.
26. ↑  Twitter bans Zero Hedge account after it doxxed a Chinese researcher over coronavirus : [арх. 29 февраля 2020] // Washington Post : газ. — 2020. — 1 февраля.
27. ↑  Coronavirus: bat scientist's cave exploits offer hope to beat virus 'sneakier than Sars' : [арх. 7 февраля 2020] // South China Morning Post : газ. — 2020. — 6 февраля.
28. ↑  Trump says US investigating whether virus came from Wuhan lab. Reuters. 16 апреля 2020. Архивировано 16 апреля 2020. Дата обращения: 16 апреля 2020.
29. ↑  Josh Rogin closeJosh RoginColumnist covering foreign policy, national securityEmailEmailBioBioFollowFollowColumnist. Opinion | State Department cables warned of safety issues at Wuhan lab studying bat coronaviruses (англ.). Washington Post. Дата обращения: 16 апреля 2020. Архивировано 14 апреля 2020 года.
30. ↑  Frances Mulraney. U.S. gave $3.7million grant to lab at center coronavirus scandal. Mail Online (12 апреля 2020). Дата обращения: 16 апреля 2020. Архивировано 15 августа 2020 года.
31. ↑  False headline claim: Harvard Professor arrested for creating and selling the new coronavirus to China. Reuters. 7 апреля 2020. Архивировано 5 февраля 2021. Дата обращения: 16 апреля 2020.
32. ↑  Administration. Wuhan Institute of Virology, CAS. Дата обращения: 26 января 2020. Архивировано 29 июля 2019 года.